# Comuna Likarivka, Oleksandria
Likarivka (în ucraineană Лікарівка) este o comună în raionul Oleksandria, regiunea Kirovohrad, Ucraina, formată din satele Likarivka (reședința), Novooleksiivka și Zaporijjea.

## Demografie
Componența lingvistică a comunei Likarivka
     Ucraineană (92,92%)
     Rusă (5,93%)
     Alte limbi (0,86%)
Conform recensământului din 2001, majoritatea populației comunei Likarivka era vorbitoare de ucraineană (92,92%), existând în minoritate și vorbitori de rusă (5,93%).